# 八丁堀あばれ軍団
『八丁堀あばれ軍団』（はっちょうぼりあばれぐんだん）は、1979年3月21日から1979年6月13日まで東京12チャンネルで放送されていたC.A.L.製作の時代劇である。全13
話。放送時間は毎週水曜 21:00 - 21:54 （日本標準時）。
前作『疾風同心』の続編。

## 概要
前作『疾風同心』終了の翌週からスタートした、『大岡越前』のスピンオフ作品第2弾。前作に引き続き、南町奉行所の定町廻り同心・風間駿介が、先輩同心の村瀬源兵衛、配下の岡っ引き・合点の正太、情報屋のチョロ松らと共に『八丁堀暴れ軍団』を結成。江戸に巣食う悪党たちに敢然と立ち向かう。
前作同様、基本的には『大岡越前』のスピンオフ作品ではあるが登場人物等が一部異なるため、同じ世界観を持つ作品でありながら、『大岡越前』とは全く別の作品と見る向きもある。

## 前作からの変更点
和田浩治・大坂志郎と言った前作からのレギュラー陣に加え、高橋元太郎に代わり、合点の正太役で植頭実が出演している。
前作では準レギュラーの扱いだったチョロ松（井上茂）が晴れてレギュラーとなり、前作の最終回に出演したお登志（川崎あかね）が駿介の通う湯屋「柳湯」の看板娘として、お登志の父で「柳湯」の釜番である喜平次役で牧冬吉が出演している。また、川崎あかね同様前作の最終回に出演した多賀勝も、演じた役柄こそ違うものの、引き続き出演している。
そして、駿介の奉行所での上司役にも変更があり、前作の小林勘蔵（永野達雄）に代わり、吟味与力の朝倉重蔵（幸田宗丸）や、出演回数こそ少ないものの、筆頭与力の秋山左内（大友柳太朗）がそれぞれ登場している。
オープニングの映像も、前作の江戸地図を主体としたものから、駿介の活躍を主体としたものに変更されている。エンディングの映像は、江戸時代の湯屋に於ける女湯の風景画を使用。

## 出演
- 風間駿介：和田浩治 - 本作の主人公で、八丁堀同心。決め台詞は「一二三四五六七八つ（ひふみしごろくななやっつ）、九つまでは辛抱したが…」「てめぇら! 疾風の十手が容赦しねぇぜ!」。
- 合点の庄太：うえずみのる - 駿介配下の岡っ引き。
- 村瀬源兵衛：大坂志郎（第1話、第3話～第5話、第7話～第8話、第10話、第12話～第13話） - 前作で香織（西崎みどり）と言う娘がいたが本作では登場せず。
- お登志：川崎あかね - 八丁堀の湯屋「柳湯」の看板娘。
- 喜平次：牧冬吉 - お登志の父で「柳湯」の釜番。かつて「陽炎の喜平次」と言う盗賊であった事が第11話で明らかになる。
- チョロ松：井上茂 - 情報屋。
- 朝倉重蔵：幸田宗丸（第1話～第2話、第6話～第7話、第9話～第11話、第13話） - 南町奉行所の吟味与力。
- お藤：山口朱美（第1話～第6話、第8話～第12話）
- 猫平：多賀勝（第1話～第5話）
- おひろ：和田瑞穂（第1話～第7話、第10話～11話）
- お葉：前川弘子（第1話～第7話、第10話～第11話）
- 申吉：奈辺悟（第6話～第7話、第11話）
- 秋山左内：大友柳太朗（第1話、第7話） - 南町奉行所の筆頭与力。多恵（早乙女愛）と言う娘がいる。

※出演回の記載がないキャストは全話出演。

## スタッフ
- 原案：葉村彰子
- 脚本：植木昌一郎、櫻井康裕、高階秋成、奥山貞一、吉田隆、飛鳥ひろし、津田幸於
- 音楽：小川寛興
- ナレーター：芥川隆行
- 監督：皆川隆之、倉田準二、居川靖彦、井沢雅彦、松尾正武
- 撮影：萩屋信、山岸長樹、原田裕平
- 照明：伊勢晴夫、真城喻
- 録音：面屋竜憲、渡部芳丈
- 美術：鈴木孝俊、高見哲也
- 編集：山田弘、河合勝巳
- 記録：大原より子、川島庸子
- 邦楽監修：中本敏生
- 助監督：上杉尚祺、金鐘守、高倉祐二
- 衣裳：東京衣装
- 演技事務：山下義明
- 擬斗：上野隆三（東映剣会）
- 美粧・結髪：(有)東和美粧
- 装置：青木茂雄
- 装飾：関西美工
- 小道具：高津商会
- プロデューサー補：石川博（東京12チャンネル）
- 進行主任：山田勝、杉浦満洲男
- 現像：東洋現像所
- 制作協力：東映
- 製作：東京12チャンネル、C.A.L

## 作品リスト
| 話数   | 放送日          | サブタイトル                    | 脚本       | 監督     | ゲスト |
| ------ | --------------- | ------------------------------- | ---------- | -------- | --- |
| 第1話  | 1979年 03月21日 | 女風呂は殺しの誘い              | 植木昌一郎 | 皆川隆之 | お俊：山口美也子、磯村大蔵：川合伸旺、亀蔵：森幹太、彫辰：原健策 |
| 第2話  | 03月28日        | 毒花一輪 男をくらって咲きほこる | 櫻井康裕   | 倉田準二 | 白神のお信：二本柳俊衣、伊豆屋：西山嘉孝、卯之吉：劍持伴記、 佐助：楠年明、与作：宮川珠季、小女：松村郷子、囚人：石倉英彦 |
| 第3話  | 04月04日        | 必殺の短筒が歓びを裂いた        | 高階秋成   | 倉田準二 | 暗闇の辰次：大門正明、お千代：石原初音、五島屋利兵衛：小林重四郎、 磯屋の元締：富田仲次郎、おふさ：吉本真由美、黒田大膳：鈴木康弘 |
| 第4話  | 04月11日        | 白い肌は殺しの通行手形          | 奥山貞行   | 居川靖彦 | お新：東てる美、仁王の弥平：天津敏、平塚精二郎：汐路章、駒次：柴田侊彦、 相模屋宗左衛門：西山辰夫、六助：浜伸二、番太：重久剛 |
| 第5話  | 04月18日        | 江戸の闇夜に女狐が哭いた        | 植木昌一郎 | 皆川隆之 | 茂兵衛：花沢徳衛、お君：山本由香利、おせき：弓恵子、竜次：浜田晃、 牛堀の重蔵：小田部通麿、新三郎：平井昌一、音吉：福本清三 |
| 第6話  | 04月25日        | 囚人の叫びが花嫁の頬を濡らした  | 櫻井康裕   | 倉田準二 | 伊平：土屋嘉男、およし：野口ふみえ、お加代：田中綾、柏倉寛造：久富惟晴、 山徳：北村英三、北島：永田光男、麻次：西田良、お勢以：島村昌子                                                                                                  |
| 第7話  | 05月02日        | 人質救出にお指図無用            | 櫻井康裕   | 井沢雅彦 | 千次：工藤堅太郎、森戸弥之助：横森久、渡海屋：高野真二、 多恵 (秋山左内の娘)：早乙女愛、粂三：中島正二、常吉：勝野賢三 |
| 第8話  | 05月09日        | 怨みの十手に壺振りの女が燃えた  | 吉田隆     | 倉田準二 | お幸：野川由美子、笹尾主膳：北原義郎、伝兵衛：陶隆司、信次：花上晃、 越後屋惣兵衛：北見唯一、福本新八郎：五十嵐義弘、お時：藤山喜子 |
| 第9話  | 05月16日        | 島を抜けた模範囚                | 吉田隆     | 井沢雅彦 | 源吉：河原崎健三、おきぬ：亀井光代、万蔵：南原宏治、五郎八：唐沢民賢、徳三郎：堺左千夫、 矢野元介：五味龍太郎、鮫島十郎：波田久夫、弥助：島米八、三太：角田英介、お時：三浦徳子                                                          |
| 第10話 | 05月23日        | 人相書強奪の罠                  | 飛鳥ひろし | 倉田準二 | 菊次：森次晃嗣、赤馬の吉兵衛：今井健二、倉持嘉平太：島田順司、お政：三島ゆり子、お君：志乃原良子、 牢屋同心：入江慎也、"いろは"の女将：小柳圭子、権三：福本清三、野次馬：高橋仁、石沢健、 巳之：後藤尚人、三吉：松本正樹、絵師：有島淳平 |
| 第11話 | 05月30日        | 怨念 燃える大屋根の死闘         | 櫻井康裕   | 倉田準二 | 垣内半蔵：内田昌宏、惣吉：遠藤征慈、源六：片桐竜次、お千加：日高久美子、小間物屋の番頭：千葉保 |
| 第12話 | 06月06日        | 娘を狙う金貸し座頭              | 吉田隆     | 松尾正武 | 佐伯藤五：原田清人、民路：丸山秀美、徳の市：菅貫太郎、尾州屋清左：山岡徹也、又三：岩田直二、 すみ：松村康世、由兵衛：大木晤郎、矢奈木源造：丘路千、猪之吉：波多野克也、丑六：秋山勝俊                                                    |
| 第13話 | 06月13日        | 打ち首志願 涙の親孝行           | 津田幸於   | 松尾正武 | 佐吉：高橋長英、お市：三浦リカ、大島屋辰蔵：富田仲次郎、紋次：中田博久、 石出帯刀：永野達雄、木崎塔十郎：五味龍太郎、お峰：荒木雅子、おせい：佐名手ひさ子                                                                                |

## 前後番組
| 東京12チャンネル 水曜21時枠 | 東京12チャンネル 水曜21時枠 | 東京12チャンネル 水曜21時枠 |
| 前番組                      | 番組名                      | 次番組                      |
| --------------------------- | --------------------------- | --------------------------- |
| 疾風同心                    | 八丁堀あばれ軍団            | 日本名作怪談劇場            |